# Ashes Remain
Ashes Remain – amerykańska grupa muzyczna grająca chrześcijański rock, założona w 2001 roku. Zespół wydał jak dotąd 4 albumy oraz dwie EP-ki.

## Skład
Członkowie zespołu to Josh Smith (wokal), Ben Kirka (perkusja), Rob Tahan (gitara), Jon Hively (gitara basowa) i Ryan Nalepa (gitara rytmiczna).

## Dyskografia
| Rok  | Album/EP           |
| ---- | ------------------ |
| 2003 | Lose the alibis    |
| 2007 | Last day breathing |
| 2009 | Red devotion EP    |
| 2011 | What I've become   |
| 2012 | Christmas EP       |
| 2017 | Let the Light In   |
| 2025 | Fear/The Memory EP |